# Oldenborstel
Oldenborstel es un municipio situado en el distrito de Steinburg, en el estado federado de Schleswig-Holstein, Alemania. Cuenta con una población de unos 120 habitantes según datos de 2016.
Se encuentra ubicado al oeste del estado, cerca del canal de Kiel, de la desembocadura del río Elba en el mar del Norte y al noroeste de la ciudad de Hamburgo.